# Associació de conreus

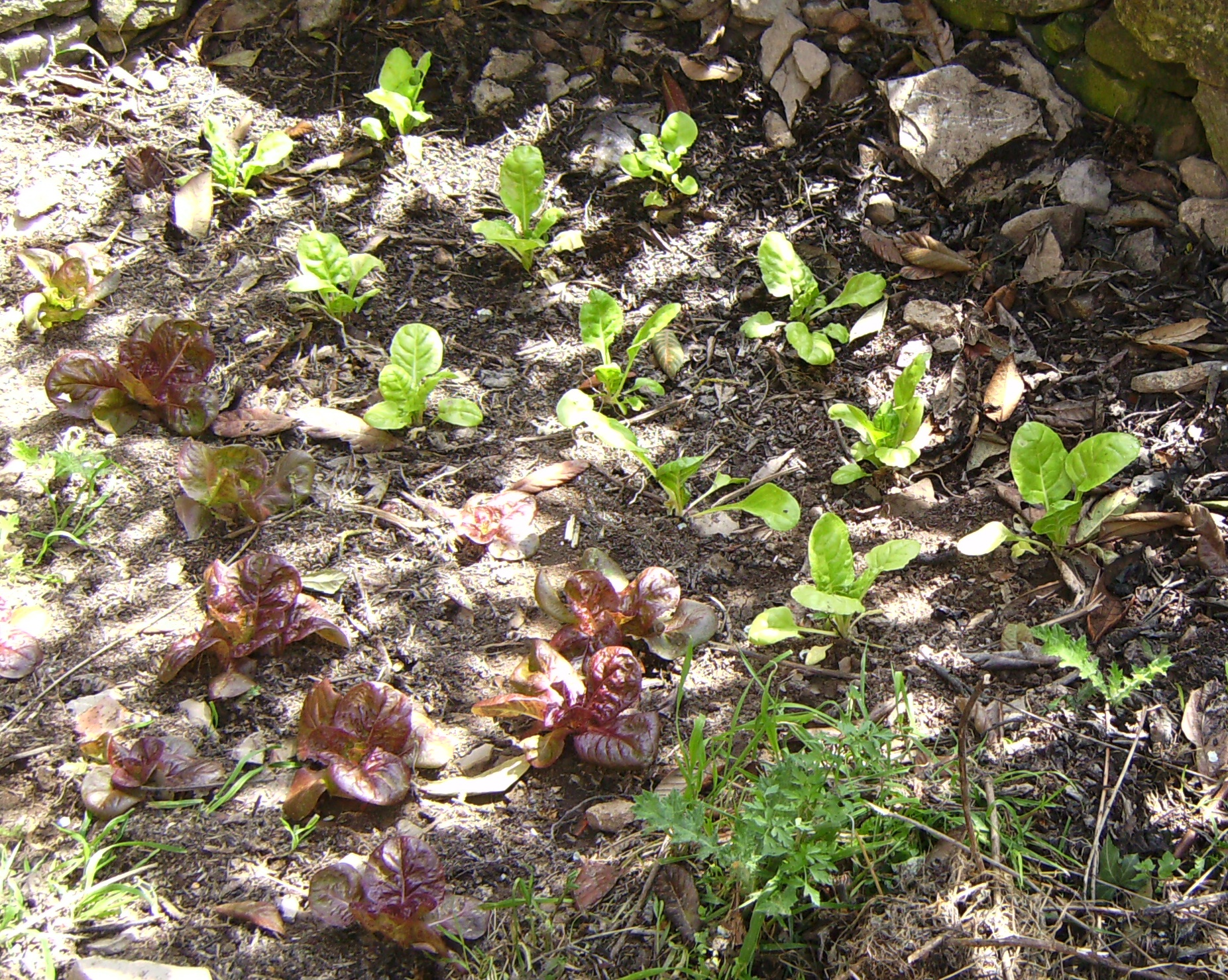
Bledes (verdes) i enciams (vermells) associades en una parcel·la

El conreu associat (en anglès:intercropping en italià: agricoltura promiscua) és la pràctica agrícola de fer créixer dos o més cultius en una estreta proximitat. Consisteix a cultivar diverses espècies vegetals a la mateixa parcel·la, al mateix temps El principal objectiu del conreu associat és produir un rendiment més gran en una superfície de terra determinada fent servir els recursos que d'altra manera no serien utilitzats en un conreu únic. S'ha de fer una planificació curosa tenint en compte el sòl, el clima, els cultius i les cultivars. És d'importància particular no tenir cultius que competeixin un amb els altres per l'espai físic, els nutrients, l'aigua o la llum solar. Entre els exemples de les estratègies de conreu associat estan les de plantar a prop les plantes d'arrel profunda amb les d'arrels més superficials, o plantar una planta que es fa alta a prop de la planta de mida curta que requereix una ombra parcial.
En el cas de l'horticultura d'aquesta associació se'n diu cultiu d'acompanyament
Aquesta tècnica de cultiu existeix des del principi de l'agricultura però progressivament ha anat desapareixent en profit dels monocultius. En l'agricultura ecològica s'ha recuperat l'interès per l'associació de cultius pels seus efectes en la fertilització i la lluita contra les plagues i males herbes. També augmenta la biodiversitat.

## Tipus
Hi ha diversos tipus de cultius associats, el més simple consisteix a cultivar al mateix temps dues cultivars d'una mateixa espècie vegetal : la sembra i la collita es fan simultàniament. A continuació un altre tipus de conreu associat seria cultivar dues o més espècies vegetals sembrades o plantades al mateix temps o no però recollides ensems com per exemple associar un cereal amb una lleguminosa. També es poden associar espècies perennes de plantes amb espècies anuals. Algunes associacions comprenen una planta auxiliar que no serà recollida.
En l'agricultura tropical es cultiva el cocoter (la planta més alta de l'associació) associat amb bananers (la planta de mida mitjana) i pinya americana, gingebre o lleguminoses, herbes medicinals ocupant l'estrat més baix.

## Efectes del conreu associat
Hi ha una certa sinergia entre dues o més plantes, per exemple, l'associació entre el pèsol proteaginós amb el blat o l'ordi permet al blat beneficiar-se de l'aportació de nitrogen del pèsol mentre el blat fa un efecte barrera dels contaminants secundaris en benefici del pèsol.
També es dona l'associació mongetera- blat de moro amb la qual la mongetera proporciona el blat de moro nitrogen i el panís serveix de suport a la mongetera.
Algunes espècies com les cucurbitàcies com que tapen molt el sòl amb les seves fulles fan que no surtin gaires males herbes Algunes plantes tenen efectes al·lelopàtics i poden reduir també la infestació de les males herbes.
Les plantes altes (com algunes varietats de blat de moro) poden fer de paravents.

## Desavantatges
- Treballar la terra amb un conreu associat pot ser més difícil i es pot fer mal a una de les espècies quan es cull l'altra. Per exemple collint els raves es pot embrutar de terra els enciams associats del costat.
- No sempre és possible establit la millor data de sembra per a la millor data de la collita.
- No tots els cultius es poden combinar perquè fan interferències entre ells.
- Els beneficis de l'associació de vegades no són significatius.
- Alguns cultius atrauen les plagues.